# Primo Levi (1853-1917)
Primo Levi (Ferrara, 25 giugno 1853 – Roma, 14 aprile 1917) è stato uno scrittore e giornalista italiano.

## Biografia
Nato da una famiglia di commercianti di origine ebraica, si stabilì sedicenne a Milano e iniziò a lavorare come giornalista occupandosi prevalentemente di critica d'arte: tale attività lo avvicinò agli ambienti della scapigliatura milanese.
Nel 1878 si trasferì a Roma, dove Francesco Crispi gli affidò il rilancio del quotidiano La Riforma, organo ufficiale della corrente crispina ed una delle voci più importanti della sinistra pentarchica, di cui divenne presto direttore.
Pubblicò nel 1883 il volume L'elogio della pazzia. Der Ring des Nibelungen, raccolta di vari suoi articoli su Giuseppe Verdi e Richard Wagner; lo stesso anno uscì e il suo libretto Abruzzo forte e gentile.
Toccato dallo scandalo della Banca Romana, che aveva finanziato più volte il suo giornale, nel 1893 dovette lasciare la direzione del quotidiano e fu scelto da Crispi come collaboratore del ministro degli affari esteri Alberto Blanc; nel 1895 fu messo a capo dell'Ufficio per la colonia eritrea e i protettorati. Con la caduta di Crispi fu costretto ad abbandonare l'incarico.
Tornò a collaborare con le riviste di orientamento liberal-conservatore fino a quando Tommaso Tittoni, ministro del governo di Giovanni Giolitti, lo richiamò al ministero degli affari esteri. Nel 1907 fu nominato console generale di prima classe; la nomina fu duramente criticata dai giornali.